# Strømpeforing
Strømpeforing er en teknik til renovering af defekte kloakker, hvor et specialfirma kan skabe et nyt rør indeni det gamle ved hjælp af en særlig filt- eller glasfiberslange der imprægneres med polyester, epoxy, eller silikat og udhærdes med varmt vand eller damp.
Fordelen ved strømpeforing er, at det er muligt at renovere ledningsnettet uden opgravning.
Strømpeforing udføres traditionelt i store ledninger ved hjælp af styren, som står på Miljøstyrelsens liste over uønskede stoffer. Selv i meget små koncetrationer lugter styren meget kraftigt. Stoffet anses for at være kræftfremkaldende, og optræder på EUs liste over dokumenteret hormonforstyrrende stoffer. Ved foring i mindre dimensioner af rør anvendes primært silikat eller epoxy. 
I dag bruges dog ofte strømpeforing ved damptryk.
Flere firmaer har gennem en længere årrække specialiseret sig i at udføre foringerne i svært tilgængelige rør med mindre dimensioner, fra 70mm til 200mm. Foringerne udføres af specialuddannet personale efter en forudgående TV-inspektion, som blotlægger behovet. 
Efter endt foring af rørsystemet sendes en robot ind i rørene for at fræse tilslutningerne til det nyforede rør fri.
En variant af strømpeforingen bruges af enkelte firmaer til rør i bygninger, hvor man ved en sprayteknik sprøjter epoxy på indersiden af rørene og derved forlænger deres levetid.

## Fodnoter
1. ↑  "Miljøstyrelsens liste over uønskede stoffer". Arkiveret fra originalen 5. marts 2016. Hentet 14. januar 2022.
2. ↑  EUs liste over dokumenteret hormonforstyrrende stoffer

| Byggeri og bygningsdele | Spire Denne artikel om byggeri og bygningsdele er en spire som bør udbygges. Du er velkommen til at hjælpe Wikipedia ved at udvide den. |